# Emil Lugo

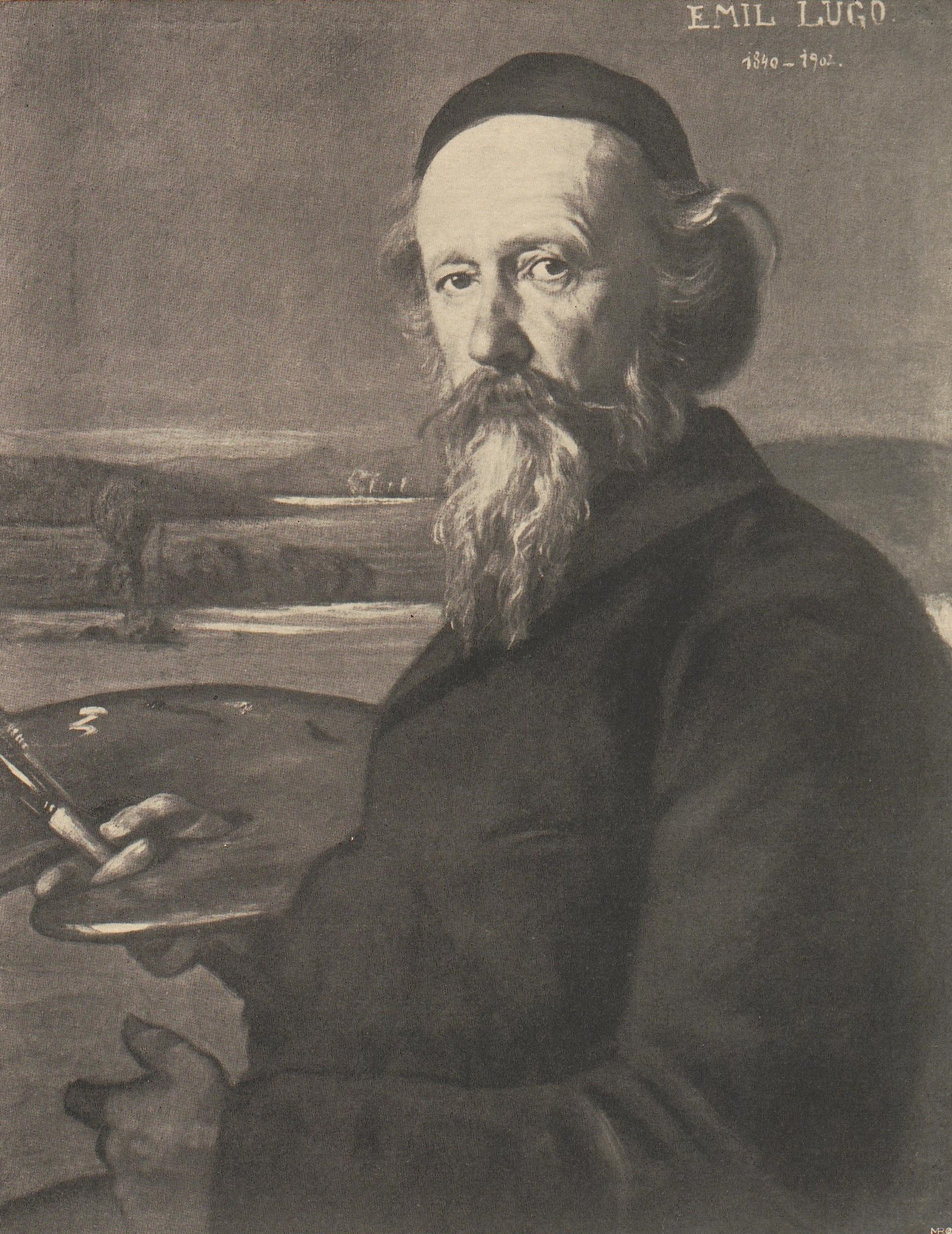
Albert Lang: Bildnis des Malers Emil Lugo

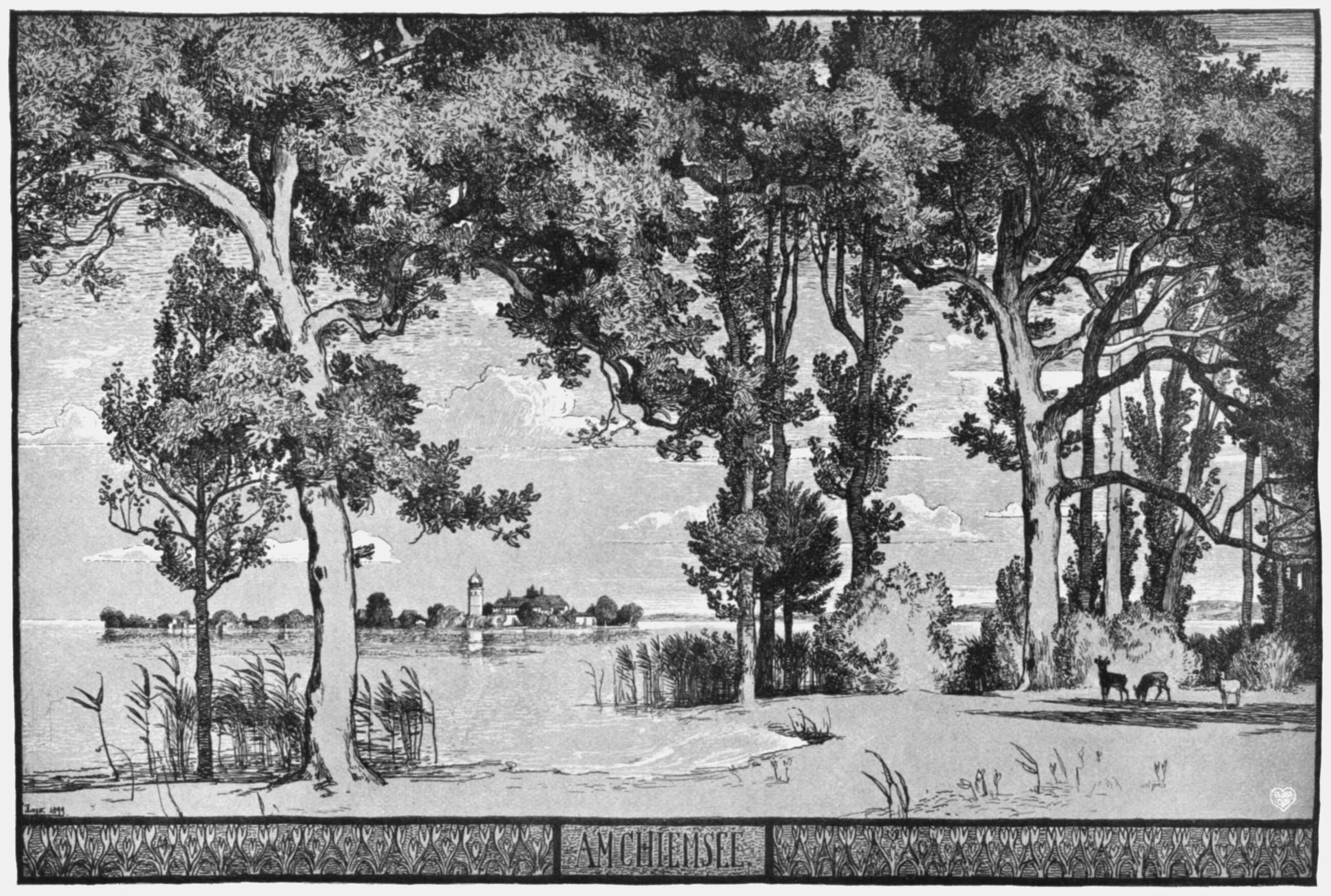
Am Chiemsee

Emil Lugo (* 24. Juni 1840 in Stockach; † 4. Juni 1902 in München) war ein deutscher Maler und Grafiker.

## Leben
Der Sohn des Juristen Karl Alphons Lugo begann im Alter von 16 Jahren 1856 sein Studium an der Großherzoglich Badischen Kunstschule Karlsruhe bei dem ersten Direktor dieser Kunstschule, dem Düsseldorfer Landschaftsmaler Johann Wilhelm Schirmer (1807–1863). Hier lernte er den Maler Hans Thoma kennen, der ab Oktober 1859 die Kunstschule besuchte und mit dem ihn später eine lebenslange Freundschaft verbinden sollte.
Schirmer starb im September 1863, sein Nachfolger wurde Hans Fredrik Gude, ein Schüler Schirmers, dessen Arbeitsweise ein Grund für den Weggang Lugos aus der Kunstschule sein könnte. Dies geht aus einem Brief des Malers Julius Uetz (1829–1885) vom 10. November 1869 an den Großherzog hervor, in dem Gude angegriffen wird, „der jedes selbständige, sich von seiner Richtung entfernende Talent unterdrücke“ und dadurch u. a. Lugo bereits von der Anstalt vertrieben habe. Lugo und Uetz standen im Briefwechsel. 1867 wurde Lugo als hospes perpetuus Mitglied der Freiburger Burschenschaft Teutonia.

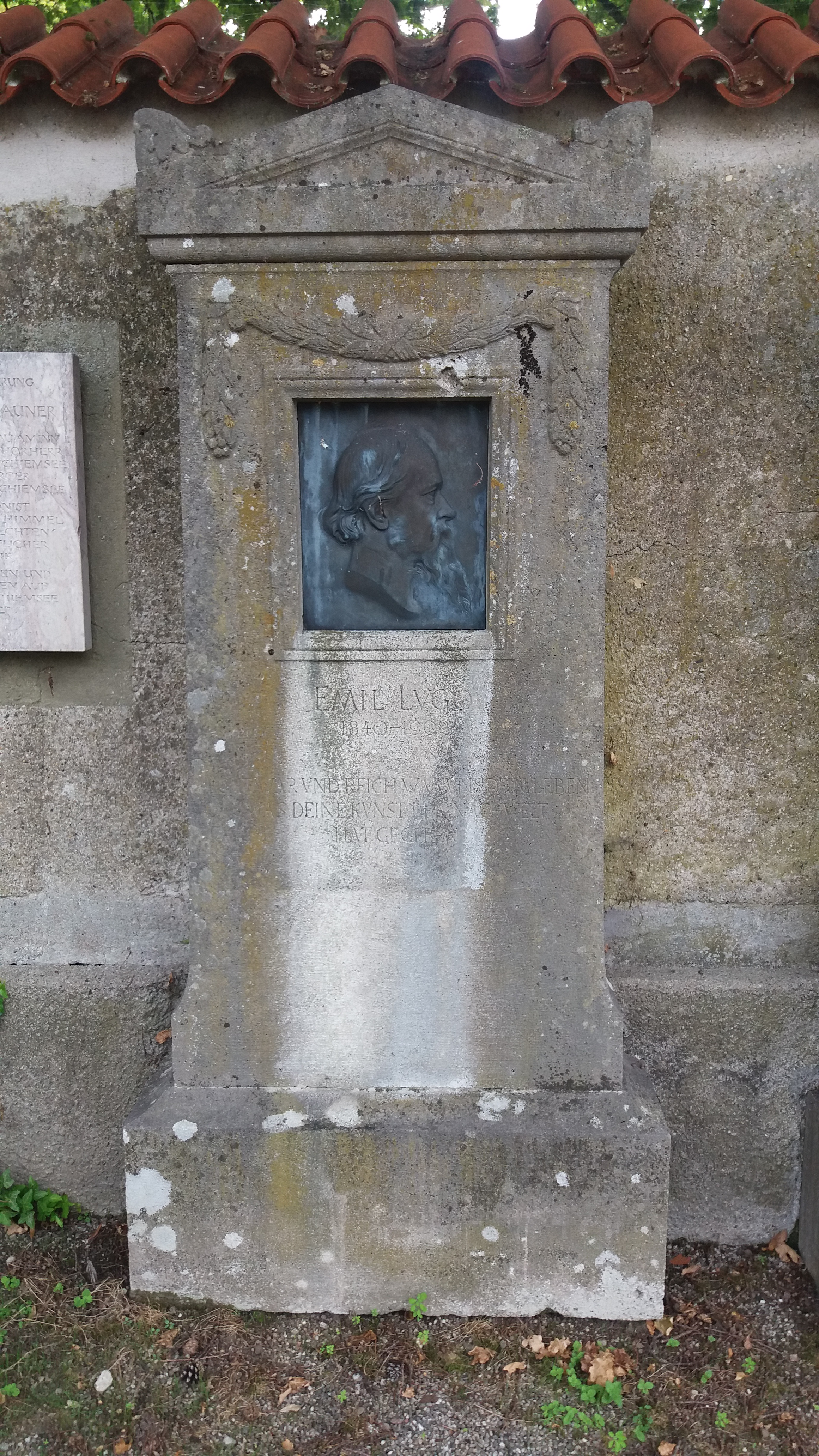
Grabstätte Emil Lugo, Friedhof Fraueninsel

Lugo ging 1869 nach Dresden und dann nach Weimar, wo er den Maler Friedrich Preller d. Ä. traf und von ihm nachhaltig beeinflusst wurde. Von 1871 bis 1873 ging er in Begleitung von Max Wilhelm Roman nach Rom und wiederholte die Reise 1876 mit seinem Freund Thoma, den er mit seinen Reiseschilderungen dazu überzeugen konnte, und Fräulein Kappler, einer befreundeten Schweizerin.
Ab 1875 ließ er sich dauerhaft in Freiburg nieder und erkundete als Landschafter die Umgebung Freiburgs und den Schwarzwald. In dieser Zeit lernte er den Dichter Wilhelm Jensen kennen, der aus Norddeutschland stammte und mit Wilhelm Raabe verbunden war. Wilhelm Jensen wollte eine umfassende Beschreibung des Schwarzwalds schaffen und konnte Emil Lugo als Illustrator gewinnen. Neben 50 Vorlagen von Lugo finden sich in Jensens Werk auch Bilder von Wilhelm Hasemann sowie von Max und Victor Roman.
Als die Familie Jensen 1888 nach München übersiedelte, wurde sie vom befreundeten Emil Lugo und seinem Bruder Karl begleitet. Die Familie Jensen besaß ab 1895 bei Prien am Chiemsee einen Sommersitz, der Emil Lugo zur künstlerischen Erkundung der Chiemseegegend diente. Mit Jensens unternahm er von 1892 bis 1894 und 1901 noch mehrere Italienfahrten.
Das Grab Emil Lugos befindet sich auf der Fraueninsel im Chiemsee. Der Großteil seines zeichnerischen Nachlasses befindet sich im Kupferstichkabinett der Staatlichen Kunsthalle Karlsruhe, die im Frühjahr 2003 eine größere Ausstellung von Lugos Werken veranstaltete.

## Werke
- Das anlässlich der Vermählung von Großherzog Friedrich I. von Baden mit Prinzessin Luise von Preußen von 60 badischen und 37 auswärtigen Künstlern 1856 geschaffene Friedrich-Louisen-Album enthält auch eine Arbeit aus seiner Hand.[5]
- Ausmalung des Speisezimmers der Villa Jensen mit neapolitanischer Ideallandschaft[6]
- Landschaftsgemälde, Zeichnungen und Radierungen vom Schwarzwald, bayerischem Gebirge, Chiemseegegend und Phantasielandschaften